# Под электрическими облаками
«Под электрическими облаками» — фильм режиссёра и сценариста Алексея Германа-младшего. В работе над кинокартиной приняли участие несколько стран: Россия, Польша и Украина, сопродюсером фильма выступил польский режиссёр Кшиштоф Занусси.
Фильм участвовал в основной конкурсной программе 65-го Берлинского кинофестиваля. Кинооператоры Евгений Привин и Сергей Михальчук были удостоены награды «Серебряный медведь» за выдающиеся достижения в области киноискусства.
Фильм был выпущен состоялся 4 июня 2015 года.

## Сюжет
Линия и моделировка не существуют. Рисунок — это отношение контрастов или просто-напросто отношение двух тонов, черного и белогоПоль Сезанн
Эта цитата Поля Сезанна служит эпиграфом к фильму. Алексей Герман-младший использовал эти слова, чтобы подчеркнуть, что его целью было через поэтическую драматургию вернуться к импрессионизму и передать ощущение страны и времени. Сюжет фильма иллюстрируется следующим образом: «<эта картина> про страну, которая распята между прошлым, настоящим и будущим. Время в России не линейно, мы страна парадоксальная, где время может двигаться вперед, затем быть перемотано назад, а затем снова вперед».
Действие фильма происходит в 2017 году, который является юбилейным годом Великой Октябрьской революции. Мир ожидает большой войны. Сюжетные линии главных героев почти не связаны, главные персонажи различны, но каждый из них является "лишним человеком" по классической русской литературе. Фильм разворачивается вокруг недостроенного здания, где переплетаются судьбы главных героев.
Фильм состоит из семи глав: "Чужая речь", "Наследники", "Долгие сны юриста по земельным вопросам", "Место под застройку", "Заложница", "Архитектор" и "Хозяйка". Каждая глава рассказывает историю разных людей - от гастарбайтера до архитектора, от поколения, выросшего на Достоевском, до поколения, связанного с брендом Apple. У каждой истории свой герой: богатый и бедный, русский и иммигрант, живущий в мире и только что вернувшийся с войны. Истории героев пересекаются случайными встречами, происходящими в крупных городах России и на окраинах. Фильм "Под электрическими облаками" - это повесть, отражающая судьбы современников, стоящих перед нравственным выбором - не только мгновенным, но и взвешенным и осознанным. Алексей Герман-младший при создании фильма следовал традициям русского романа. "Кинороман, в котором главы взаимосвязаны, каждая дополняет общую картину. В нем есть множество сюжетных линий и самых разных персонажей, время действия - от 90-х до ближайшего будущего, 2017 года. Это попытка в поэтической форме охватить образ времени".
Электрические облака, упомянутые в названии фильма, символизируют то, как разные поколения воспринимают одно и то же понятие: для одних это грозовые облака на небе, для других - облачные хранилища в современных гаджетах.

## Кастинг
В фильме снимались как профессиональные артисты, так и люди без актёрского образования. Ряд ролей первого и второго плана был исполнен непрофессиональными актёрами. В кастинге участвовали более 11 тысяч человек. Одна из главных ролей досталась Виктории Коротковой, актрисе Санкт-Петербургского Большого Театра Кукол, и Луи Франку, музыканту группы Esthetic Education.
Чулпан Хаматова играет молчащего подростка. Для работы в фильме она коротко подстриглась, поэтому на церемонии открытия Олимпиады в Сочи появилась с короткой стрижкой.
Актёр Мераб Нинидзе («Бумажный солдат», «Из Токио») совмещал работу над фильмом «Под электрическими облаками» со съёмками у Стивена Спилберга.

## В ролях
- Луи Франк — Пётр
- Виктория Короткова — Саша
- Мераб Нинидзе — Николай
- Чулпан Хаматова — Валя
- Карим Пакачаков — Карим
- Виктор Бугаков — Даня, брат Саши
- Константин Зелигер — Марат
- Анастасия Мельникова — Ирина
- Пётр Гонсовский — Борис
- Алексей Вертинский — Алексей

## Съёмки
Съёмки «Под электрическими облаками» проходили в России и Украине. Первый блок, стартовавший в 2012 году, был снят на Украине — в Одессе, Харькове и Днепропетровске. Второй — с декабря 2013 года по март 2014 года в России, Санкт-Петербурге.
Идея фильма возникла у режиссёра и сценариста фильма Алексея Германа-младшего ещё в 2008 году, но съёмки начались только в 2012 году. В общей сложности производство заняло шесть лет: год ушёл на сценарий, пять лет — на съёмки. Алексей Герман-младший был вынужден приостанавливать проект в связи с работой над завершением финальной картины Алексея Германа-старшего «Трудно быть Богом», а также поиском финансирования.
Все в фильме создавалось с нуля, начиная от огромных памятников и заканчивая выставками современного искусства со сложнейшими проекциями. Весь художественный мир «Под электрическими облаками» был сотворен главным художником-постановщиком и главным художником по костюмам Еленой Окопной. Над некоторыми костюмами также работал украинский дизайнер Фёдор Возианов.
За монтаж декорации 5-метровой скульптуры Ленина в акватории Финского залива отвечали промышленные водолазы. С помощью плавучего крана на глубине четырёх метров планировали разместить установку. Были проведены несколько погружений для изучения рельефа дна и грунта. Непосредственно перед началом монтажа декорации началась штормовая погода, и съёмки перенесли ближе к берегу.
Сцена прилета главных героев была снята в стерильной зоне нового терминала аэропорта «Пулково» за месяц до сдачи объекта Госкомиссии. Специально на время работы съёмочной группы на территории терминала было полностью остановлено строительство. Сцена из новеллы «Чужая речь» в финале с проходом Карима мимо кафе снималась на ж/д станции «Аэропорт» в оживленном районе Санкт-Петербурга. За 10 дней станция была полностью перестроена как внутри, так и снаружи под декорацию кафе-бара.
Экологи[уточнить] специально осушили озеро для строительства выставочного комплекса Ленэкспо и съёмок сцены стройки Карима. В конце декабря из-за аномально теплой погоды поле на дне этого озера площадью несколько квадратных километров превратилось в месиво. В последний съёмочный день ударил мороз — сотни метров кабеля и часть хозяйственного оборудования пришлось оставить и вывезти спустя месяцы весной.
Для сцены гибели архитектора на намывных территориях вблизи нового Морского порта была построена стройплощадка: опалубка, арматура, бетонные сооружения и несколько единиц крупной строительной техники, включая свайные машины, бульдозеры и экскаваторы.
Центральный объект картины — недостроенный высотный дом. На разработку модели этого здания был проведен всероссийский конкурс. В конкурсе приняло участие 160 работ. Победителем был признан проект Анны Ткачевой и Андрея Волынцева.
Для создания особенного визуального ряда картины «Под электрическими облаками» работа над фильмом велась зимой и весной.
Большинство выбранных объектов для съёмок (недостроенные здания, строящийся аэропорт) были обнесены типовыми синими строительными заборами. В общей сложности за время съёмок было демонтировано и установлено обратно несколько километров строительных заграждений.
Глубина отдельных кадров составляла несколько километров.
Накануне первого съёмочного дня фрагмент статуи Ленина был похищен местным жителем, который ночью вывез статую на внедорожнике. Свои действия он впоследствии объяснить не смог.
В одном из кадров буквально над головой актёров пролетает вертолет. Этот кадр снят без применения компьютерной графики.
Для сцены финальной выставки искусства было изготовлено три скульптуры высотой пять метров.
Общая мощность осветительных приборов для создания художественного светового рисунка внутри только одной декорации «дом Саши и Дани» составила 72кВт, для размещения всех приборов понадобилось 6 грузоподъемных автомобильных платформ и ограничения движения по одной из центральных улиц Санкт-Петербурга на три дня.
Большинство сцен решены сложнейшими многоплановыми однокадровыми решениями с движением персонажей внутри всей глубины кадра. Каждый натурный кадр, вошедший в монтаж фильма, снимался строго в момент заката — в самый живописный природный режим.
Операторы Сергей Михальчук и Евгений Привин ни разу не встречались на съёмочной площадке.
После окончания съёмок 1333 единицы было безвозмездно передано в костюмерный цех киностудии Ленфильм.

## Фестивали и пресса
Премьера «Под электрическими облаками» состоялась 10 февраля на 65-м Берлинском фестивале. Это единственный российский фильм, представлен в основном конкурсе «Берлинале». Операторы фильма Сергей Михальчук и Евгений Привин получили «Серебряного медведя» за выдающийся вклад в киноискусство.
Зарубежная пресса отозвалась о картине хорошо. В частности, The Hollywood Reporter отметил, что «визуальный ряд околдовывает», а французская газета Le Figaro охарактеризовала фильм, как «грандиозную и обаятельную мечту-фантазию о пост-современной России». По мнению Screen Daily, фильм «настоящее чудо мастерства, триумф нелинейного кино». А президент жюри 65-го Берлинского кинофестиваля Даррен Аронофски сказал, что фильм «Под электрическими облаками» — «своеобразная, оригинальная и уникальная картина, изобразительный ряд которой долго не отпускает своего зрителя».
Российские кинокритики тоже отнеслись к картине благосклонно. Так, Андрей Плахов («Коммерсантъ») констатировал, что «это очень неожиданное произведение…». По мнению Бориса Гройса, «этот завораживающий, атмосферный фильм еще долгое время после просмотра преследует зрителя». Антон Долин отметил, что «новая картина Алексея Германа-младшего — его четвертая, вероятно, лучшая, точно самая изощренная и сложная — потенциальная бомба».

## Выставка «СЕЙЧАС2017»
В преддверии релиза фильма «Под электрическими облаками» в Московском музее современного искусства 5 июня 2015 года открылась выставка «СЕЙЧАС2017» по мотивам картины Алексея Германа-младшего. Кураторами выставки выступили Антонио Джеуза и художник фильма Елена Окопная.
Во время международной акции «Ночь в музее», которая прошла в Москве 16 мая 2015 года, во дворе ММОМА на Гоголевском бульваре, 10 была создана инсталляция-тизер «ДИАЛОГ», автором которой выступила художник картины — Елена Окопная. На 17-метровый экран из органзы на несколько часов был спроектирован летающий человек из одной сцены фильма. Дождь и сильный ветер чуть не сорвали инсталляцию — полотно пришлось перешивать несколько раз, а крепления устанавливать заново. Но несмотря на непогоду, инсталляция состоялась.